# Bethelium ruidum
Bethelium ruidum är en skalbaggsart som först beskrevs av Francis Polkinghorne Pascoe 1866.  Bethelium ruidum ingår i släktet Bethelium och familjen långhorningar. Inga underarter finns listade.